# Österängs kyrka
Österängs kyrka i stadsdelen Österäng i Kristianstad är en samarbetskyrka mellan Evangeliska Fosterlandsstiftelsen (EFS) och Heliga Trefaldighets församling i Lunds stift.

## Kyrkobyggnaden
Kyrkan invigdes 1975 av biskop Olle Nivenius. Från början hyrde församlingen lokalen av det kommunala bostadsbolaget Kristianstadsbyggen. År 1987 köptes kyrkan av Heliga Trefaldighets församling. Då anslöt sig EFS och kyrkan blev en samarbetskyrka.

### Orgel
Den nuvarande orgeln byggdes 1977 av Anders Persson Orgelbyggeri, Viken och är en mekanisk orgel.
| Manual            | Pedal      | Koppel  |
| Gedakt 8'         | Subbas 16' | Man/Ped |
| Principal 4'      |            |         |
| Rörflöjt 4'       |            |         |
| Waldflöjt 2'      |            |         |
| Kvinta 1 1/3'     |            |         |
| Crescendosvällare |            |         |